# Carea consimilis
Carea consimilis är en fjärilsart som beskrevs av W. Warren 1916. Carea consimilis ingår i släktet Carea och familjen trågspinnare. Inga underarter finns listade i Catalogue of Life.